# Manito
Manito és una vila dels Estats Units a l'estat d'Illinois. Segons el cens del 2000 tenia 1.733 habitants.

## Demografia
Segons el cens del 2000, Manito tenia 1.733 habitants, 686 habitatges, i 506 famílies. La densitat de població era de 434,5 habitants/km².
Dels 686 habitatges en un 32,9% hi vivien nens de menys de 18 anys, en un 61,8% hi vivien parelles casades, en un 9% dones solteres, i en un 26,1% no eren unitats familiars. En el 22% dels habitatges hi vivien persones soles el 10,8% de les quals corresponia a persones de 65 anys o més que vivien soles. El nombre mitjà de persones vivint en cada habitatge era de 2,52 i el nombre mitjà de persones que vivien en cada família era de 2,93.
Per edats la població es repartia de la següent manera: un 25% tenia menys de 18 anys, un 8,1% entre 18 i 24, un 27,6% entre 25 i 44, un 25,6% de 45 a 60 i un 13,8% 65 anys o més.
L'edat mediana era de 37 anys. Per cada 100 dones de 18 o més anys hi havia 92,6 homes.
La renda mediana per habitatge era de 41.767 $ i la renda mediana per família de 48.438 $. Els homes tenien una renda mediana de 36.927 $ mentre que les dones 21.506 $. La renda per capita de la població era de 18.345 $. Aproximadament el 5,4% de les famílies i el 8,2% de la població estaven per davall del llindar de pobresa.

## Poblacions properes
El següent diagrama mostra les poblacions més properes.